# امامزاده سید نصرالدین
امامزاده سید نصرالدین از نوادگان محمد بن علی پیشوای پنجم شیعیان است.
معماری این بنا مربوط به دوره صفوی - دوره قاجار است و در تهران، ضلع غربی خیابان خیام، بین ۱۵ خرداد و میدان محمدیه واقع شده و این اثر در تاریخ ۱۷ خرداد ۱۳۷۹ با شمارهٔ ثبت ۲۶۸۳ به‌عنوان یکی از آثار ملی ایران به ثبت رسیده است.